# SCS Software
SCS Software è una società ceca con sede a Praga, specializzata nello sviluppo di videogiochi di simulazione. Tra i loro titoli più noti figurano le serie di simulatori di camion 18 Wheels of Steel e Euro Truck Simulator, nonché i giochi Hunting Unlimited, Ocean Dive, Deer Drive e Bus Driver. I giochi sviluppati da SCS Software sono disponibili per i sistemi operativi Windows, Linux e macOS.

## Giochi

### Serie 18 Wheels of Steel
La serie 18 Wheels of Steel è incentrata sulla guida di camion in Nord America:
- Hard Truck: 18 Wheels of Steel
- 18 Wheels of Steel: Across America
- 18 Wheels of Steel: Pedal to the Metal
- 18 Wheels of Steel: Convoy
- 18 Wheels of Steel: Haulin'
- 18 Wheels of Steel: American Long Haul
- 18 Wheels of Steel: Big City Rigs
- 18 Wheels of Steel: Extreme Trucker
- 18 Wheels of Steel: Extreme Trucker 2

### Euro Truck Simulator
Euro Truck Simulator è un simulatore di guida di camion ambientato nel continente europeo. Il giocatore può guidare veicoli in una realistica rappresentazione dell'Europa, visitando città e trasportando una vasta gamma di carichi.
Il primo capitolo è stato pubblicato in Germania il 6 agosto 2008, in Polonia il 20 agosto e nel Regno Unito il 29 agosto dello stesso anno.
Il secondo capitolo, Euro Truck Simulator 2, è stato distribuito il 19 ottobre 2012, con miglioramenti nella grafica, nella fisica e nelle opzioni di personalizzazione dei camion. Euro Truck Simulator 2 ha ottenuto un enorme successo, diventando il titolo più venduto di SCS Software.
Nel 2016 è stato pubblicato lo spin-off American Truck Simulator, ambientato negli Stati Uniti.

### Hunting Unlimited
Hunting Unlimited è una serie di giochi di simulazione di caccia:
- Hunting Unlimited
- Hunting Unlimited 2
- Hunting Unlimited 3
- Hunting Unlimited 4
- Hunting Unlimited 2008
- Hunting Unlimited 2009
- Hunting Unlimited 2010
- Hunting Unlimited 2011

### Truck Saver
Truck Saver è un gioco basato su screensaver 3D con camion.

### Ocean Dive
Ocean Dive è un gioco/screen saver ambientato nella vita del mare profondo.

### Bus Driver
Bus Driver è un simulatore di guida incentrato sugli autobus.

### Deer Drive
Deer Drive è un gioco arcade di caccia ai cervi.

### Scania Truck Driving Simulator
Scania Truck Driving Simulator è un simulatore di guida camion con una struttura a missioni.

## Motori di gioco
- TERRENG - utilizzato da Deer Hunter 2, 3 e altri giochi di caccia.
- Prism3D - il motore grafico attualmente utilizzato da SCS Software.